# Rubus klossi
Rubus klossi är en rosväxtart som beskrevs av E. G. Baker. Rubus klossi ingår i släktet rubusar, och familjen rosväxter. Inga underarter finns listade i Catalogue of Life.